# Кандл, Люк
Люк Джеймс Кандл (англ. Luke James Cundle; род. 26 апреля 2002 года, Уоррингтон, Англия) — английский футболист, полузащитник клуба «Миллуолл».

## Биография
Люк Кандл — воспитанник футбольного клуба «Уоррингтон Таун». В 2012 году перешёл в молодёжную команду «Бёрнли», откуда в 2014 году перешёл в «Вулверхэмптон Уондерерс». В «Вулверхэмптоне» он последовательно становился капитаном всех молодёжных команд.

## Клубная карьера

### «Вулверхэмптон Уондерерс»
Летом 2019 года Кандл вместе с «Вулверхэмптон Уондерерс» принял участие в предсезонном турнире Премьер-Лига Азия Трофи. 25 сентября 2019 года Кандл дебютировал за «Вулверхэмптон», выйдя на замену в победном матче Кубка Английской лиги против «Рединга». 22 октября подписал свой первый профессиональный контракт с «Вулверхэмптон Уондерерс».
28 января 2021 года полузащитник продлил контракт с «Вулверхэмптоном» до лета 2023 года с возможностью продления ещё на год.
15 января 2022 года Люк в возрасте 19 лет и 8 месяцев дебютировал в Английской Премьер-лиге, выйдя на замену в победном матче против «Саутгемптона» (3:1). 1 марта 2022 года англичанин подписал новый четырёхлетний контракт с «Вулверхэмптон Уондерерс».
Летом 2024 года Кандл отправился с «Вулверхэмптоном» на предсезонный тур по США, приняв участие в товарищеских матчах против «Вест Хэма» (3:1) и «Кристал Пэлас» (1:3). В октябре, из-за отсутствия игровой практики в основной команде, он был переведён в молодёжный состав. 8 октября вышел в стартовом составе матча Трофей АФЛ против «Рексема» (3:0).

#### Аренда в «Суонси Сити»
29 августа 2022 года Кандл был отдан в аренду в «Суонси Сити» до конца сезона 2022/23. 3 сентября англичанин дебютировал за «Суонси Сити» в победном матче «Чемпионшипа» против «Куинз Парк Рейнджерс» (1:0). 17 сентября в матче против «Халл Сити» он забил свой дебютный гол за «Суонси Сити» и первый гол в профессиональной карьере. В матчах против «Халл Сити» и «Вест Бромвича» забил второй и третий гол в сезоне. 31 мая по завершении аренды вернулся в «Вулверхэмптон Уондерерс».

#### Аренда в «Плимут Аргайл»
7 августа 2023 года Люк Кандл был отдан в аренду на сезон в «Плимут Аргайл». 9 августа он дебютировал за «Плимут» в победном матче Кубка Английской лиги против «Лейтон Ориент», выйдя в стартовом составе. 29 августа в проигранном матче Кубка Английской лиги против «Кристал Пэлас» он забил дебютный гол за «Плимут Аргайл». 2 сентября в матче «Чемпионшипа» против «Блекберн Роверс» отметился забитым мячом, выйдя на замену. 6 января 2024 года в матче Кубка Англии против «Саттон Юнайтед» (3:1) англичанин оформил «гол+пас», тем самым помог «Плимуту» пройти в следующий раунд кубка. На следующий день Кандл был отозван из аренды.

#### Аренда в «Сток Сити»
9 января 2024 года «Вулверхэмптон Уондерерс» объявил о новой аренде Люка Кандла. Его новым клубом стал «Сток Сити», куда полузащитник перебрался на вторую половину сезона 2023/24. 13 января Кандл дебютировал за «Сток Сити» в победном матче «Чемпионшипа» против «Ротерхема», выйдя в стартовом составе. 13 апреля 2024 года в матче «Чемпионшипа» против «Шеффилд Уэнсдей» он, выйдя на замену, забил дебютный гол за «Сток Сити» (1:1). 4 мая в матче последнего тура «Чемпионшипа» против «Бристоль Сити» (4:0) отметился забитым мячом, а также двумя ассистами. Летом 2024 года по завершении арендного соглашения вернулся в «Вулверхэмптон».

### «Миллуолл»
31 января 2025 года Люк Кандл перешёл в «Миллуолл», подписав долгосрочный контракт. 1 февраля 2025 года Кандл дебютировал за новый клуб, выйдя в стартовом составе в матче «Чемпионшипа» против «Куинз Парк Рейнджерс» (2:1), а также забил первый гол за «Миллуолл» и победный мяч в игре.

## Статистика
| Выступление             | Выступление      | Выступление      | Лига | Лига | Кубки | Кубки | Итого | Итого |
| Клуб                    | Лига             | Сезон            | Игры | Голы | Игры  | Голы  | Игры  | Голы  |
| ----------------------- | ---------------- | ---------------- | ---- | ---- | ----- | ----- | ----- | ----- |
| Вулверхэмптон Уондерерс | Премьер-лига     | 2019/20          | 0    | 0    | 1     | 0     | 1     | 0     |
| Вулверхэмптон Уондерерс | Премьер-лига     | 2020/21          | 0    | 0    | 0     | 0     | 0     | 0     |
| Вулверхэмптон Уондерерс | Премьер-лига     | 2021/22          | 4    | 0    | 2     | 0     | 6     | 0     |
| Вулверхэмптон Уондерерс | Премьер-лига     | 2024/25          | —    | —    | —     | —     | 0     | 0     |
| Вулверхэмптон Уондерерс | Итого            | Итого            | 4    | 0    | 3     | 0     | 7     | 0     |
| → Суонси Сити           | Чемпионшип       | 2022/23          | 32   | 3    | 2     | 0     | 34    | 3     |
| → Суонси Сити           | Итого            | Итого            | 32   | 3    | 2     | 0     | 34    | 3     |
| → Плимут Аргайл         | Чемпионшип       | 2023/24          | 24   | 3    | 3     | 2     | 27    | 5     |
| → Плимут Аргайл         | Итого            | Итого            | 24   | 3    | 3     | 2     | 27    | 5     |
| → Сток Сити             | Чемпионшип       | 2023/24          | 16   | 2    | 0     | 0     | 16    | 2     |
| → Сток Сити             | Итого            | Итого            | 16   | 2    | 0     | 0     | 16    | 2     |
| Миллуолл                | Чемпионшип       | 2024/25          | 12   | 1    | 2     | 0     | 14    | 1     |
| Миллуолл                | Итого            | Итого            | 12   | 1    | 2     | 0     | 14    | 1     |
| Всего за карьеру        | Всего за карьеру | Всего за карьеру | 88   | 9    | 10    | 2     | 98    | 11    |

1. ↑  В графу «Кубки» входят игры и голы в национальных кубках, кубках лиги.